# Norfolk County (Massachusetts)
 For alternative betydninger, se Norfolk County. (Se også artikler, som begynder med Norfolk County)
Norfolk County er et county i den amerikanske delstat Massachusetts. Amtet ligger i den centrale del af delstaten og grænser op mod Middlesex County i nord, Suffolk County i nordøst, Plymouth County i sydøst, Bristol County i syd, Worcester County i vest og Providence County (Rhode Island) i sydvest.
Norfolk Countys totale areal er 1.150 km² hvoraf 115 km² er vand. I 2000 havde amtet 650.308 indbyggere. Amtets administration ligger i byen Dedham. 

## Andet
- Norfolk County, Massachusetts er fødeby for fire præsidenter: John Adams, John Quincy Adams, John F. Kennedy, og George H.W. Bush.

42°11′57″N 71°09′16″V / 42.199158°N 71.154442°V